# Domi (музикантка)
Домітилль Дегаль (нар. 2 березня 2000), відома під сценічним ім'ям DOMi — французька клавішниця, композиторка і музична продюсерка. Учасниця джазового дуету DOMi & JD Beck.

## Біографія
Народилася 2 березня 2000 року у Меці, Франція. Почала грати на фортепіано та барабанах у три роки. Її досвід у традиційній освіті обмежувався одним тижнем у дитячому садку, після чого відвідувала консерваторію Ненсі. Після навчання недовгий час відвідувала Паризьку консерваторію, потім переїхала до США, щоб відвідувати музичний коледж Берклі в Бостоні, штат Массачусетс, за повною президентською стипендією.
Під час навчання в коледжі Берклі Дегаль почала публікувати відео своїх музичних виступів у кількох соцмережах. Це привернуло увагу кількох видатних джазових і хіп-хоп музикантів, таких як Андерсон Пак, Луїс Коул і Thundercat, які залучили її до кількох музичних проектів і виступів.
DOMi познайомилась з барабанщиком JD Beck на шоу Namm у 2018 році, і почала виступати в дуеті.
DOMi грає на Nord Stage 3, Nord Pedal Keys 27 і Prophet 10. Її спонсорують Nord, Dave Smith і Spectrasonics .